# Funzione di variabile reale

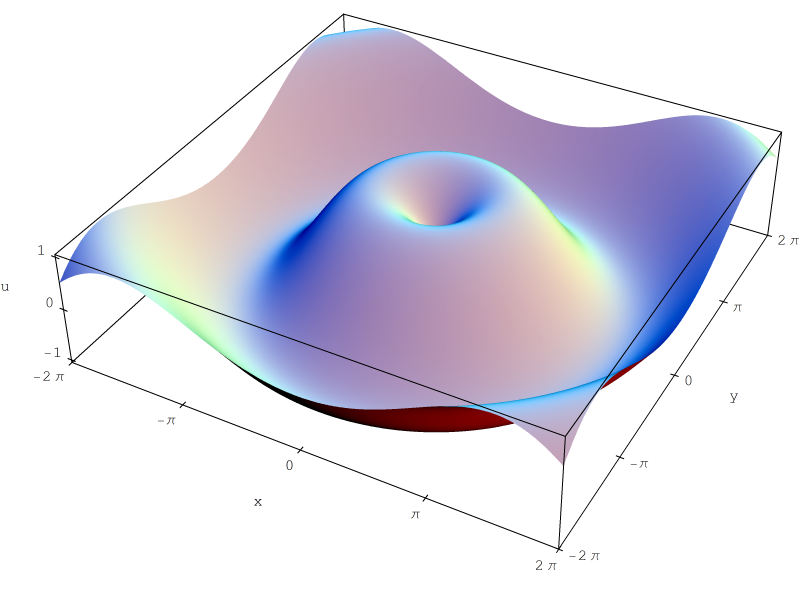
Grafico di una funzione

Una funzione di variabile reale è una funzione che prende valori sull'insieme dei numeri reali {\displaystyle \mathbb {R} } e restituisce altri numeri reali. Più precisamente, una tale funzione ha come dominio e codominio {\displaystyle \mathbb {R} } o un suo sottoinsieme.
È possibile generalizzare il dominio e considerare il prodotto cartesiano di {\displaystyle \mathbb {R} } con sé stesso un numero arbitrario di volte. La funzione prenderà uno o più numeri reali e restituirà uno o più numeri reali. Si dice dunque che l'argomento della funzione è una {\displaystyle n}-upla di numeri reali, o un vettore di {\displaystyle \mathbb {R} ^{n}}.

Rappresentazione di un campo vettoriale

Le funzioni si dividono in funzioni scalari, se il codominio è un sottoinsieme di {\displaystyle \mathbb {R} }, e funzioni vettoriali se il codominio è un sottoinsieme di {\displaystyle \mathbb {R} ^{n}} per un certo {\displaystyle n>1}. In particolare, si dirà campo vettoriale una funzione da (un sottoinsieme di) {\displaystyle \mathbb {R} ^{n}} (con {\displaystyle n>1}) in {\displaystyle \mathbb {R} ^{n}} stesso.
In generale le possibilità sono quattro (considerando {\displaystyle n,m>1}):
- {\displaystyle f\colon \mathbb {R} \to \mathbb {R} }: la situazione più classica;
- {\displaystyle f\colon \mathbb {R} ^{n}\to \mathbb {R} }: una funzione scalare in {\displaystyle n} variabili;
- {\displaystyle f\colon \mathbb {R} \to \mathbb {R} ^{n}}: una funzione vettoriale di una variabile (ad esempio quella che dato un numero restituisce parte intera e parte frazionaria);
- {\displaystyle f\colon \mathbb {R} ^{n}\to \mathbb {R} ^{m}}: una funzione vettoriale in {\displaystyle n} variabili.

Le funzioni (scalari) di una variabile reale si classificano in funzioni algebriche e funzioni trascendenti.

## Funzioni algebriche
Si chiama funzione algebrica una funzione costruita attraverso un numero finito di applicazioni delle quattro operazioni dell'aritmetica e dell'elevamento a potenza.
Una sottoclasse molto importante è data dalle funzioni polinomiali, cioè quelle il cui valore coincide punto per punto con il valore assunto da un determinato polinomio; in altre parole, fissato il valore della variabile indipendente {\displaystyle x}, è possibile determinare il rispettivo valore {\displaystyle f(x)} applicando un numero finito di volte le quattro operazioni dell'aritmetica. Queste funzioni sono definite per tutti i numeri reali.

### Funzioni razionali
Le funzioni razionali sono quelle date dal rapporto di due funzioni polinomiali, cioè del tipo
{\displaystyle \ f(x)=} {\displaystyle {}{\frac {N(x)}{P(x)}}\ ={\frac {a_{0}x^{n}+a_{1}x^{n-1}+\cdot \cdot \cdot +a_{n}}{b_{0}x^{m}+b_{1}x^{m-1}+\cdot \cdot \cdot +b_{m}}}.}
L'insieme di definizione {\displaystyle D} della funzione è l'insieme degli elementi {\displaystyle x\in \mathbb {R} } tali che {\displaystyle P(x)\neq 0}. A volte queste sono chiamate funzioni razionali fratte e le polinomiali funzioni razionali intere.

### Funzioni irrazionali
Le funzioni irrazionali sono l'estensione delle funzioni razionali mediante l'uso della radice.
Una funzione irrazionale è del tipo
{\displaystyle f(x)={\sqrt[{n}]{g(x)}},}
dove {\displaystyle g(x)} è una funzione razionale definita in un certo sottoinsieme {\displaystyle I\subseteq \mathbb {R} }.
L'insieme di definizione {\displaystyle D} della funzione dipende dall'indice {\displaystyle n} della radice: se {\displaystyle n} è dispari allora il dominio{\displaystyle \ D} della funzione coincide con l'insieme {\displaystyle I} di {\displaystyle g}.
Se {\displaystyle n} è pari, allora l'insieme di definizione {\displaystyle D} della funzione è dato dall'insieme degli elementi {\displaystyle x\in I} che soddisfano la disequazione {\displaystyle g(x)\geq 0}.
Le funzioni irrazionali possono essere a loro volta intere e fratte.

## Funzioni trascendenti
Si chiamano funzioni trascendenti tutte le funzioni non algebriche. Possono ad esempio contenere espressioni logaritmiche, esponenziali, trigonometriche. Si badi però che la presenza di tali espressioni non comporta necessariamente che la funzione sia trascendente. Ad esempio, la funzione definita dall'espressione {\displaystyle x+{\sin }^{2}x+{\cos }^{2}x} è anche definita dal polinomio {\displaystyle x+1} e quindi è algebrica.
Fanno parte di questa classe anche le funzioni cosiddette non elementari o non esprimibili analiticamente (da non confondere con le funzioni analitiche, che riguardano un altro aspetto), cioè per cui non esiste formula chiusa che consenta di calcolare i valori {\displaystyle f(x)} a partire da {\displaystyle x} arbitrari: tra queste funzioni si trovano ad esempio la campana di Gauss o la funzione degli errori, ma anche molte delle funzioni definite ricorsivamente.

### Funzioni trigonometriche
Le funzioni trigonometriche sono:
- La funzione seno: {\displaystyle f(x)=\sin x.}

L'insieme di definizione della funzione è l'intera retta reale.
- La funzione coseno: {\displaystyle f(x)=\cos x.}

L'insieme di definizione della funzione è l'intera retta reale.
- La funzione tangente: {\displaystyle f(x)=\tan x={\frac {\sin x}{\cos x}}.}

L'insieme di definizione della funzione è l'insieme degli elementi {\displaystyle x\in \mathbb {R} } tali che {\displaystyle x\neq {\frac {\pi }{2}}+k\pi } con {\displaystyle k\in \mathbb {Z} .}
- La funzione cotangente: {\displaystyle f(x)=\cot x={\frac {\cos x}{\sin x}}.}

L'insieme di definizione della funzione è l'insieme degli elementi {\displaystyle x\in \mathbb {R} } tali che {\displaystyle x\neq \ k\pi } con {\displaystyle k\in \mathbb {Z} .}
- La funzione secante: {\displaystyle f(x)=\sec x={\frac {1}{\cos x}}.}

L'insieme di definizione della funzione è l'insieme degli elementi {\displaystyle x\in \mathbb {R} } tali che {\displaystyle x\neq {\frac {\pi }{2}}+k\pi } con {\displaystyle k\in \mathbb {Z} .}
- La funzione cosecante: {\displaystyle f(x)=\csc x={\frac {1}{\sin x}}.}

L'insieme di definizione della funzione è l'insieme degli elementi {\displaystyle x\in \mathbb {R} } tali che {\displaystyle x\neq \ k\pi } con {\displaystyle k\in \mathbb {Z} .}
Sono dette funzioni trigonometriche anche composizioni delle precedenti. Sono incluse qua anche le loro inverse, dette funzioni d'arco.

### Funzioni esponenziali
Si dice funzione esponenziale una funzione {\displaystyle g\colon \mathbb {R} \to \mathbb {R} ^{+}} del tipo: 
{\displaystyle g(x)={[k(x)]}^{f(x)}}
e relative trasformate.
L'insieme di definizione della funzione è l'insieme degli elementi contenuti nell'intersezione dei due domini di {\displaystyle k} e {\displaystyle f} e dell'insieme delle {\displaystyle x} che soddisfano la condizione {\displaystyle k(x)>0}. Tale funzione è l'inversa della funzione logaritmica.

### Funzioni logaritmiche
Si dice funzione logaritmica una funzione {\displaystyle g\colon \mathbb {R} ^{+}\to \mathbb {R} } del tipo: 
{\displaystyle g(x)=\log _{k(x)}{f(x)}}
e relative trasformate.
L'insieme di definizione della funzione è l'insieme degli elementi contenuti nell'intersezione dei due domini di {\displaystyle k} e {\displaystyle f} e dell'insieme delle {\displaystyle x} che soddisfano le condizioni {\displaystyle f(x)>0}, {\displaystyle k(x)>0} e {\displaystyle k(x)\neq 1}. Tale funzione è l'inversa della funzione esponenziale.

### Funzioni iperboliche
Le funzioni iperboliche sono:
- La funzione seno iperbolico: {\displaystyle \sinh(x)={\frac {e^{x}-e^{-x}}{2}}.}
- La funzione coseno iperbolico: {\displaystyle \cosh(x)={\frac {e^{x}+e^{-x}}{2}}.}
- La funzione tangente iperbolica: {\displaystyle \tanh(x)={\frac {\sinh(x)}{\cosh(x)}}={\frac {e^{x}-e^{-x}}{e^{x}+e^{-x}}}.}
- La funzione cotangente iperbolica: {\displaystyle \coth(x)={\frac {\cosh(x)}{\sinh(x)}}={\frac {e^{x}+e^{-x}}{e^{x}-e^{-x}}}.}
- La funzione secante iperbolica: {\displaystyle \operatorname {sech} (x)={\frac {1}{\cosh(x)}}={\frac {2}{e^{x}+e^{-x}}}.}
- La funzione cosecante iperbolica: {\displaystyle \operatorname {csch} (x)={\frac {1}{\sinh(x)}}={\frac {2}{e^{x}-e^{-x}}}.}